# Okręg wyborczy Wimbledon
Okręg wyborczy Wimbledon powstał w 1885 i wysyła do brytyjskiej Izby Gmin jednego deputowanego. Okręg obejmuje London Borough of Merton.

## Deputowani do brytyjskiej Izby Gmin z okręgu Wimbledon
| Wybory | Deputowany             | Partia               |
| ------ | ---------------------- | -------------------- |
| 1885   | Cosmo Bonsor           | Partia Konserwatywna |
| 1900   | Charles Eric Hambro    | Partia Konserwatywna |
| 1907   | Henry Chaplin          | Partia Konserwatywna |
| 1916   | Stuart Coats           | Partia Konserwatywna |
| 1918   | Joseph Hood            | Partia Konserwatywna |
| 1924   | John Power             | Partia Konserwatywna |
| 1945   | Anthony Palmer         | Partia Pracy         |
| 1950   | Cyril Black            | Partia Konserwatywna |
| 1970   | Michael Havers         | Partia Konserwatywna |
| 1987   | Charles Goodson-Wickes | Partia Konserwatywna |
| 1997   | Roger Casale           | Partia Pracy         |
| 2005   | Stephen Hammond        | Partia Konserwatywna |
| 2010   | Stephen Hammond        | Partia Konserwatywna |
| 2024   | Paul Kohler            | Liberalni Demokraci  |